# Cyprian Mrzygłód
Cyprian Mrzygłód (2 de febrero de 1998) es un deportista de Polonia que compite en atletismo. Ganó una medalla de oro en el Campeonato Europeo de Atletismo Sub-23 de 2019, en la prueba de lanzamiento de jabalina.